# Dorymenia peroneopsis
Dorymenia peroneopsis is een Solenogastressoort uit de familie van de Proneomeniidae. De wetenschappelijke naam van de soort is voor het eerst geldig gepubliceerd in 1918 door Heath.